# Catalogul Köchel

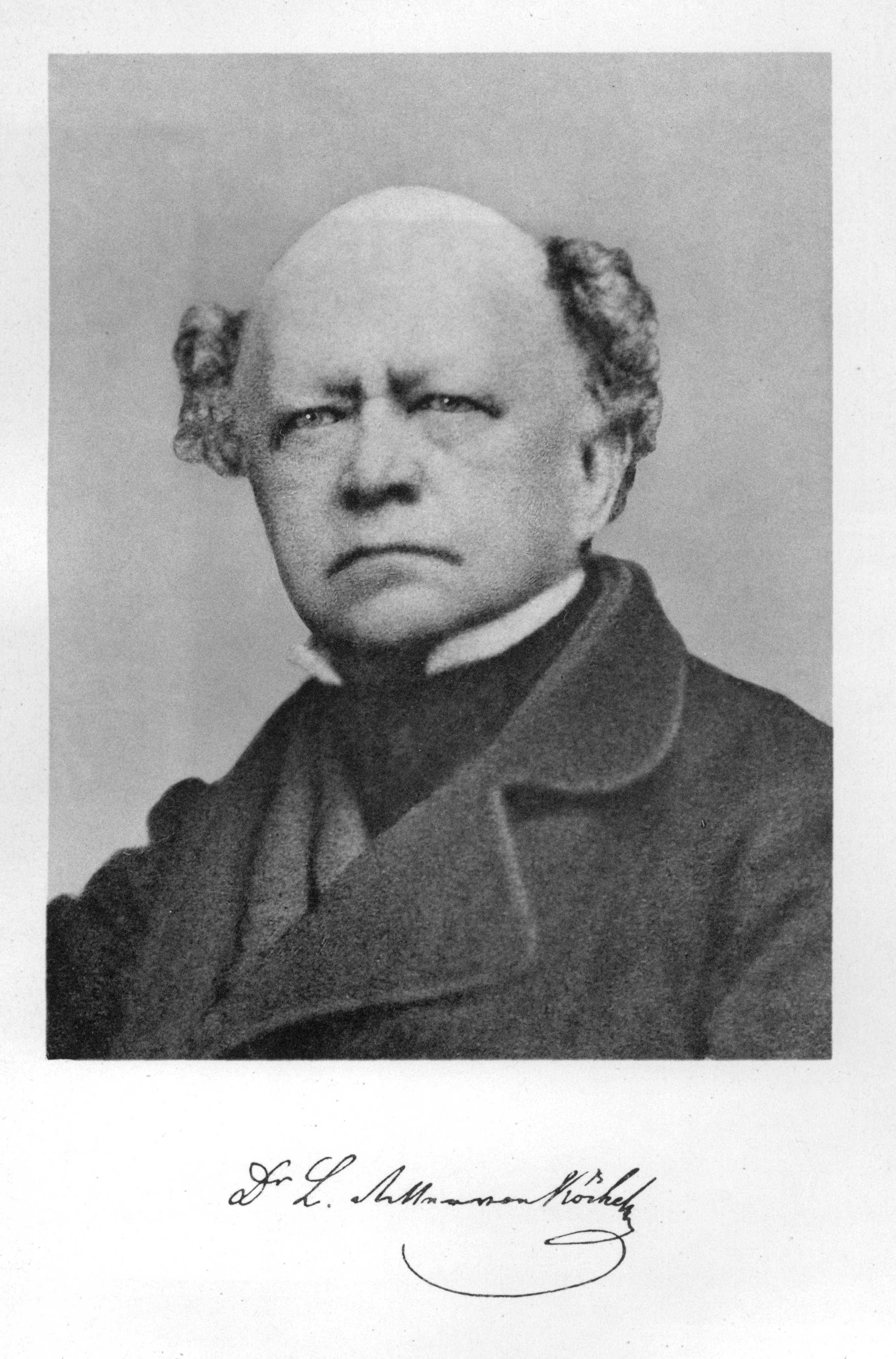
Ludwig von Köchel

Catalogul Köchel (în germană Köchelverzeichnis, prescurtat KV) este sistematizarea cronologică a tuturor compozițiilor lui Wolfgang Amadeus Mozart. Catalogul a fost publicat pentru prima dată de Ludwig von Köchel în anul 1862 sub titlul Chronologisch-thematisches Verzeichnis sämmtlicher Tonwerke W. A. Mozarts.
Ultima compoziție a lui Mozart, Recviemul în re minor, poartă nr. 626 KV.